# حرائق غابات قرطبة 2020
حرائق غابات قرطبة 2020 هي سلسلة من حرائق الغابات في مقاطعة قرطبة في الأرجنتين.
يقدر أن 60.000 هكتار (150.000 فدان) قد تأثرت بالحرائق. تم تسجيل 51 حريقًا اعتبارًا من أكتوبر 2020. كان لابد من إخلاء سكان عدة بلدات. مات شخصان على الأقل نتيجة الحرائق.
بدأ القضاء الإقليمي تحقيقًا في حرائق الغابات، مشتبهًا في أنها بدأت عمدًا في بعض المناطق.
تأثرت الأرجنتين بالعديد من حرائق الغابات في عام 2020، خلال فترة جفاف شديدة، مثل حرائق الغابات في دلتا ديل بارانا عام 2020.

## خلفية
تتمتع منطقة وسط الأرجنتين ولا سيما مقاطعة قرطبة بمناخ معتدل مع شتاء منخفض الرطوبة. يقتصر موسم هطول الأمطار على فصلي الربيع والصيف، بينما يفتقر الشتاء عادة إلى الأمطار. وقد تغير هذا إلى مناخ أكثر رطوبة وفقًا لبعض الآراء بسبب تغير المناخ.
خلال أغسطس 2020 شهدت منطقة وسط الأرجنتين موجة جفاف تفاقمت بسبب زيادة الرياح، مما أدى إلى انتشار حرائق الغابات. على وجه الخصوص مرت سلسلة جبال سييرا دي قرطبة بأكثر من 100 يوم دون هطول أمطار، مع درجات حرارة تصل إلى 39 درجة مئوية (102 درجة فهرنهايت). كانت ظاهرة النينيو - التذبذب الجنوبي بحلول سبتمبر 2020 في مرحلة محايدة قد أثرت على المناخ، مع زيادة احتمالية ظاهرة النينيا.
يتألف الغطاء النباتي في قرطبة من أنواع «جبلية أصلية» وأشجار الفلفل والتوت الصحراوي والشجيرات الشائكة وفي المناطق الجبلية مع الأراضي العشبية الجافة. والكثير من الأعشاب. يمثل هذا الغطاء النباتي خطر احتراق كبير خلال موسم الجفاف.
عادة ما تحتوي أشهر الشتاء على معظم حرائق الغابات، حيث يكون شهر أغسطس هو الشهر الذي يشهد أكبر عدد من الحرائق. في الفترة 1999-2017 ضرب 5.528 حريقًا جبال قرطبة، مما أثر على 700.385 هكتار (1,730,690 فدانًا). في القرن الحادي والعشرين تم تسجيل أكبر عدد من الحرائق في عام 2003، بواقع 364 حريقًا وتم تسجيل أكبر المناطق المتضررة في عام 2013 بمساحة 106.206 هكتارًا (262.440 فدانًا).
95٪ من حرائق الغابات في الأرجنتين هي نتيجة أفعال بشرية، بعضها متعمد وبعضها الآخر ناتج عن الإهمال أو الإهمال بعد حرائق البون فاير، أو سقوط أعقاب السجائر، أو حرق القمامة الذي يخرج عن نطاق السيطرة. يُعتقد أن بعض الحرائق المتعمدة قد تم إطلاقها من قبل أصحاب المزارع لتنظيف المراعي من أجل مزيد من الاستخدام الزراعي أو الحربي للأراضي، والبعض الآخر للاستخدام الحقيقي مثل بناء مجتمعات مسورة.
تم توجيه تهم جنائية ضد العديد من أصحاب المزارع.
من ناحية أخرى أشارت عدة منظمات بيئية إلى أن الحرائق بدأها أصحاب المزارع لتجديد الرعي، كما يفعلون كل عام ولكن مع الفارق أنه في عام 2020 جعل الجفاف تلك الحرائق أكبر وأسهل في النمو، مما تسبب في التحول بسرعة كبيرة. نسبت الحكومة هذه النظرية إلى أصحاب المزارع اللوم في الحرائق.